# フェリペ・レジェス
フェリペ・レジェス（Felipe Reyes）ことフェリペ・レジェス・カバナス（Felipe Reyes Cabanas、1980年3月16日 - ）は、スペインのプロバスケットボール選手。スペイン男子プロバスケットボールリーグ1部リーガACBの名門レアル・マドリード・バロンセスト所属。アンダルシア州コルドバ県コルドバ出身。ポジションはパワーフォワード/センター。206cm、120kg。実兄のアルフォンソ・レジェスもプロバスケットボール選手で、一時期は兄弟揃ってスペイン代表だった。

## 来歴
CBエストゥディアンテスの下部組織から1998年にトップ昇格。
2004年、レアル・マドリードに移籍。

### スペイン代表
2001年8月17日の対イスラエル戦でスペイン代表デビュー。2002年・2006年世界選手権及び2004年アテネ五輪・2008年北京五輪にも出場。
2006年世界選手権では優勝に貢献した。